# Dr. Mario
Dr. Mario este un joc din seria Mario creat în anul 1990 de Shigeru Miyamoto și produs de Gunpei Yokoi. Jocul are ca scop unirea unor medicamente colorate care distrug microbii. El își are originea pe consola Nintendo.

## Legături externe
- Dr. Mario la MobyGames
- U.S. Patent 5265888

1. ↑  Nintendo eShop